# Karol Tylenda
Karol Tylenda (ur. 19 sierpnia 1974 w Wysokiem Mazowieckiem) – polski rolnik i polityk, samorządowiec.
W latach 2002–2008 członek zarządu województwa podlaskiego, w 2016 wiceprezes ARiMR i ANR.

## Życiorys
Ukończył studia na Wydziale Techniki Rolniczej i Leśnej Szkoły Głównej Gospodarstwa Wiejskiego w Warszawie. Był m.in. zastępcą dyrektora podlaskiego oddziału Agencji Restrukturyzacji i Modernizacji Rolnictwa oraz doradcą prezesa Towarzystwa Ubezpieczeń Wzajemnych.
Należał do Stronnictwa Konserwatywno-Ludowego. W wyborach samorządowych w 2002 uzyskał mandat radnego sejmiku województwa podlaskiego z listy Samoobrony RP, pozostając członkiem SKL – Ruch Nowej Polski. Po wyborach został członkiem zarządu województwa. W kwietniu 2003 klub radnych Samoobrony RP w sejmiku został rozwiązany. Byli radni tej partii powołali klub Podlaska Inicjatywa Ludowa, a następnie (na przełomie sierpnia i września 2004) Klub Radnych Niezależnych – Karol Tylenda był przewodniczącym tych klubów. W wyborach w 2006 oraz w powtórzonych wyborach w 2007 ponownie był wybierany do sejmiku, z ramienia Prawa i Sprawiedliwości. W maju 2007 został ponownie wybrany do zarządu województwa, w którym zasiadał do stycznia 2008. W czerwcu tego samego roku został prezesem Centrum Rolno-Towarowego w Białymstoku. Zasiadał w komitecie politycznym reaktywowanego SKL. W 2010 nie ubiegał się o reelekcję w wyborach samorządowych. Przystąpił do partii Polska Jest Najważniejsza, w której był koordynatorem wojewódzkim. W wyborach parlamentarnych w 2011 otwierał okręgową listę PJN do Sejmu, jednak partia nie osiągnęła progu wyborczego. W wyniku decyzji o rozwiązaniu PJN z grudnia 2013, wraz z innymi działaczami tej partii współtworzył Polskę Razem. W wyborach samorządowych w 2014 bez powodzenia ubiegał się o mandat radnego sejmiku z listy PiS. W wyborach parlamentarnych w 2015 jako członek PiS ponownie bezskutecznie kandydował do Sejmu.
Od 18 stycznia 2016 był wiceprezesem ARiMR. 13 kwietnia 2016 został wiceprezesem ANR. 17 sierpnia tego samego roku podał się do dymisji po nieudanych aukcjach w Stadninie Koni Janów Podlaski. 28 sierpnia 2017 ponownie został radnym sejmiku podlaskiego, obejmując zwolniony mandat. W wyborach samorządowych w 2018 nie kandydował ponownie.
W 2004 otrzymał Brązowy Krzyż Zasługi.

## Życie prywatne
Karol Tylenda jest żonaty i ma dwoje dzieci.